# محمد أشيك الزمان
محمد أشيك الزمان (بالإنجليزية: Muhammad Ashikuzzaman) هو لواء في جيش بنغلاديش ودبلوماسي شغل منصب سفير بنغلاديش لدى الكويت واليمن.

## الحياة المبكرة
حصل أشيك الزمان على درجة الماجستير في الدراسات الدفاعية وأخرى في الدراسات الاستراتيجية من الجامعة الوطنية (بنغلاديش).

## المسيرة المهنية
انضم أشيك الزمان إلى جيش بنغلاديش ضابطًا مفوضًا عام 1988. ثم خدم في سيراليون، وساحل العاج، وجمهورية الكونغو الديمقراطية. عمل في الكلية الوطنية للدفاع بصفته كبير الموظفين الموجهين.
في 13 يوليو 2020، عُيّن أشيك الزمان سفيرًا لبنغلاديش لدى الكويت. خلف س.م. أبول كالام، الذي تعرض لانتقادات بسبب صلاته بـمحمد شهيد إسلام.